# Víktor Shéjovtsev
Víktor Fiódorovich Shéjovtsev (en ruso: Виктор Фёдорович Шеховцев; Moscú, 23 de abril de 1940 - Mykolaiv, 1 de febrero de 2015) fue un entrenador y futbolista soviético que jugaba en la demarcación de centrocampista.

## Biografía
En 1961 debutó como futbolista con el FC Jimik Novomoskovsk, donde jugó por un año. En 1962 fichó por el PFC Krylia Sovetov Samara, donde jugó por un año en la Primera División de la Unión Soviética, quedando en la posición quince. En 1964 jugó para el F.C. Metalist Járkov. Posteriormente jugó de nuevo para el FC Jimik Novomoskovsk, para acabar su carrera en el MFC Mykolaiv. Jugó en el equipo durante siete temporadas, llegando a disputar 224 partidos. Finalmente, en 1973 se retiró como futbolista. 23 años después, el mismo club que le vio colgar las botas, le contrató como entrenador del primer equipo durante un año.
Falleció el 1 de febrero de 2015 en Mykolaiv a los 74 años de edad.

## Clubes

### Como futbolista
| Club                      | País           | Año         | Partidos | Goles |
| ------------------------- | -------------- | ----------- | -------- | ----- |
| FC Jimik Novomoskovsk     | RSFS de Rusia  | 1961 - 1962 | 39       | 0     |
| PFC Krylia Sovetov Samara | RSFS de Rusia  | 1962 - 1963 | 23       | 0     |
| F.C. Metalist Járkov      | RSS de Ucrania | 1964        | 19       | 1     |
| FC Jimik Novomoskovsk     | RSFS de Rusia  | 1965        | 34       | 5     |
| MFC Mykolaiv              | RSS de Ucrania | 1966 - 1973 | 224      | 7     |

### Como entrenador
| Club         | País           | Año         |
| ------------ | -------------- | ----------- |
| MFC Mykolaiv | RSS de Ucrania | 1996 - 1997 |